# Battaglia di Yibneh
La battaglia di Yibneh ebbe luogo nel 1123 tra Ascalona e Giaffa dove, un contingente di crociati guidato da Eustachio I de Grenier, sconfisse un esercito fatimide che il visir al-Ma'mun al-Bata'ihi aveva inviato dall'Egitto.

## Scenario
Dopo che la prima Crociata aveva conquistato Gerusalemme dai Fatimidi, il capace visir al-Afdal Shahanshah organizzò una serie di invasioni, "quasi ogni anno" dal 1099 al 1107, contro l'appena costituito Regno di Gerusalemme. Gli eserciti egiziani combatterono tre importanti battaglie a Ramla nel 1101, 1102 e 1105, ma queste furono in definitiva infruttuose; in seguito, il visir si accontentò di organizzare frequenti incursioni nel territorio degli ifranj dalla sua fortezza costiera di Ascalona.
Nel 1121 al-Afdal fu ucciso da alcuni membri della Setta degli Assassini.
Nel 1123 il re Baldovino II fu catturato nel nord della Siria dagli Artuqidi: al governo di Gerusalemme lo sostituì, come reggente, Eustachio I de Grenier.

## La battaglia
Nel 1123 il nuovo visir organizzò una grande invasione dei territori crociati. I Fatimidi progettavano di approfittare dell'assenza del re per riconquistare la città costiera di Giaffa.
All'epoca, gli eserciti egiziani di solito schieravano arcieri sudanesi a piedi, appoggiati da fitte formazioni di cavalleria leggera araba e berbera; purtroppo per i Fatimidi, questo spiegamento non troppo mobile forniva alla cavalleria pesante degli ifranj un obiettivo ideale.
A Yibna, vicino al luogo dove nel 1141 sarebbe stato costruito il castello di Ibelin, la forza d'invasione fatimide incontrò l'esercito crociato, costituito da cavalieri e soldati a cavallo e da lancieri e arcieri a piedi. Il combattimento fu breve poiché la moltitudine egiziana non resistette all'urto della cavalleria pesante crociata.
(Fulcherio di Chartres, Historia Hierosolimitana)
La sconfitta fu decisiva: ad eccezione delle razzie da Ascalona che continuarono fino all'assedio di Ascalona nel 1153, i Fatimidi cessarono di essere una minaccia per gli Stati crociati fino all'ascesa di Saladino nel 1169.
La successiva azione importante negli Stati crociati sarebbe stata la Battaglia di Azaz nel 1125.